# Monks Demo Tapes 1965
Monks Demo Tapes ist eine offiziell erst 2007 veröffentlichte Sammlung von Songs der Band The Monks, die 1965 eingespielt wurden.

## Bedeutung des Albums
Bevor die Monks einen Plattenvertrag für ihr Album Black Monk Time (1966) erhielten, wurden die hier veröffentlichten zehn Probestücke im September 1965 in Ludwigsburg an einem einzigen Tag aufgenommen. Sie waren nicht zur Veröffentlichung bestimmt, sondern sollten als Demoaufnahme die Gruppe vorstellen, um einen Vertrag mit einer Plattenfirma zu ermöglichen. Von Philips und von Ariola wurden The Monks abgelehnt, aber von der Polydor Ende 1965 angenommen. Deren Produzent Jimmy Bowien, bekannt durch seine Zusammenarbeit mit Franz-Josef Degenhardt, sah in dem Quintett die Band von übermorgen.
Das Album enthält neben diesen Aufnahmen auch einige Aufnahmen aus dem April 1965 der in gleicher Besetzung spielenden Vorläuferband The Five Torquays und einen Re-Mix aus dem Jahr 2006. Eine 1999 unter dem Titel Five Upstart Americans veröffentlichte Bootleg-Version enthält die Titel in anderer Reihenfolge.
In der Retrospektive erscheinen die frühen Aufnahmen der Monks als Blaupause ihres ersten und einzigen Albums. Die Demotapes dienten den beiden Dokumentarfilmern Dietmar Post und Lucía Palacios als Grundlage für ihren Film monks - the transatlantic feedback. Anhand dieser frühen Aufnahmen war es den Filmkünstlern möglich, den genauen Schaffensprozess der Band von den ersten Versuchen hin zum abschließenden Klangbild der Band nachzuverfolgen.

## Kritiken
Nach Ansicht des Record Collector handelt es sich bei der Veröffentlichung um „eine absolut historische Veröffentlichung. Das Jahr Null muss auf 1965 zurückgespult werden.“ Jacek Slaski schreibt im Berliner Tip-Magazin: „Die Monks waren ungeschliffene Diamanten, und diese Aufnahmen zeigen, aus welcher Mine sie kommen.“ Das Magazine The Wire meint: „Als Einführung in den ›großen psychotischen Beat der Monks‹ sind diese Aufnahmen absolut unverzichtbar.“

## Titelliste

### Erstveröffentlichung 2007 CD/LP
Seite A
1. monk time (The Monks) (Sept. 1965)
2. love came tumblin' down (The Monks) (Sept. 1965)
3. boys are boys (The Monks) (Sept. 1965)
4. space age (The Monks) (Sept. 1965)
5. we do wie du (The Monks) (Sept. 1965)
6. i hate you (The Monks) (Sept. 1965)

Seite B
1. pretty suzanne (The Monks) (Sept. 1965)
2. higgle-dy-piggle-dy (The Monks) (Sept. 1965)
3. hushie pushie (The Monks) (Sept. 1965)
4. oh-how to do now (The Monks) (Sept. 1965)
5. there she walks (The Five Torquays) (April 1965)
6. boys are boys (The Five Torquays) (April 1965)
7. monk hop (Jason Forrest) (Re-mix 2006 for silver monk time – a tribute to the monks)